# Mai raramente a volte sempre
Mai raramente a volte sempre (Never Rarely Sometimes Always) è un film del 2020 scritto e diretto da Eliza Hittman.

## Trama
Autumn è un'adolescente che vive nella Pennsylvania rurale. Conduce una vita tranquilla, lavorando come cassiera in un supermercato, ma di fronte ad una gravidanza indesiderata si trova senza alternative. Lei e sua cugina Skylar raccolgono un po' di soldi e salgono su un autobus diretto a New York. Con in mano solo l'indirizzo della clinica per abortire e nessun posto dove stare, le due ragazze si avventurano in una città sconosciuta, lontano da un ambiente sociale opprimente, con l'intento di poter decidere liberamente cosa fare del bambino.

## Distribuzione
Presentato in anteprima il 24 gennaio 2020 al Sundance Film Festival, a causa della pandemia di COVID-19 negli Stati Uniti d'America, il film è poi stato distribuito in video on demand a partire dal 3 aprile 2020 da Focus Features. In Italia è stato distribuito a partire dal 13 agosto dello stesso anno nelle sale cinematografiche e in video on demand.

## Riconoscimenti
- 2020 - Boston Society of Film Critics Awards[5]
  - Miglior attrice a Sidney Flanigan
- 2020 - British Independent Film Awards[6]
  - Candidatura per il miglior film indipendente internazionale
- 2020 - Chicago Film Critics Association Awards[7]
  - Migliore sceneggiatura originale a Eliza Hittman
  - Miglior performance rivelazione a Sidney Flanigan
- 2020 - Festival di Berlino[8]
  - Orso d'argento, gran premio della giuria
  - In competizione per l'Orso d'oro
- 2020 - New York Film Critics Circle Awards[9]
  - Miglior attrice protagonista a Sidney Flanigan
  - Miglior sceneggiatura a Eliza Hittman
- 2020 - Sundance Film Festival[2]
  - Premio speciale della giuria: U.S. Dramatic
- 2020 - Gotham Independent Film Awards[10]
  - Candidatura per il miglior film
  - Candidatura per il miglior interprete rivelazione a Sidney Flanigan
- 2021 - Independent Spirit Awards[11]
  - Candidatura per il miglior film
  - Candidatura per la miglior regista a Eliza Hittman
  - Candidatura per la miglior attrice protagonista a Sidney Flanigan
  - Candidatura per la miglior attrice non protagonista a Talia Ryder
  - Candidatura per la miglior sceneggiatura a Eliza Hittman
  - Candidatura per la miglior fotografia a Hélène Louvart
  - Candidatura per il miglior montaggio a Scott Cummings
- 2021 - National Society of Film Critics Awards[12]
  - Miglior sceneggiatura a Eliza Hittman
- 2021 - San Diego Film Critics Society Awards[13]
  - Candidatura per la migliore artista emergente a Sidney Flanigan